# 76 a. C.
El año 76 a. C. fue un año del calendario romano prejuliano. En el Imperio romano, fue conocido como el año 678 Ab Urbe condita.

## Acontecimientos

### Judea
- Salomé Alejandra se convierte en reina de Judea, después de la muerte de su esposo, Alejandro Janeo, hasta el año 67 a. C.
- Hircano II se convierte en Sumo Sacerdote de Jerusalén por primera vez, a la muerte de su padre, Alejandro Janeo, hasta 66 a. C.

### República romana
- La Tercera Guerra Dalmácica acaba con la toma de Salona por el procónsul C. Cosconio y victoria de Roma.
- Hispania Citerior: Cneo Pompeyo, procónsul. Se lucha en Levante. Sertorio toma Lauro.
- Hispania Ulterior: Q. Cecilio Metelo Pío vence a Hirtuleyo en Lusitania.[1]

## Fallecimientos
- Alejandro Janeo, rey de Judea